# Zdzisław Markowski
Zdzisław Markowski (ur. 2 czerwca 1947 w Tczewie) – prawnik, generał brygady w stanie spoczynku.
Dyplom magistra prawa uzyskał na Wydziale Prawa i Administracji Uniwersytetu Gdańskiego. W latach 1967–1990 działał w strukturach Wojskowych Służb Wewnętrznych, był funkcjonariuszem kontrwywiadu, zajmował różne stanowiska w jednostkach gospodarki narodowej, ostatecznie awansowany do stopnia generała brygady.
W latach 1990–1993, po likwidacji Wojskowej Służby Wewnętrznej, został zweryfikowany i oddany do dyspozycji Ministra Obrony Narodowej. W 1993 roku przeniesiony w stan spoczynku.
Posiada odznaczenia państwowe i resortowe.